# Рогоглавник пряморогий
Рогоглавник пряморогий (лат. Ceratocephala orthoceras) — вид травянистых растений рода Рогоглавник (Ceratocephala) семейства Лютиковые (Ranunculaceae).

## Ботаническое описание

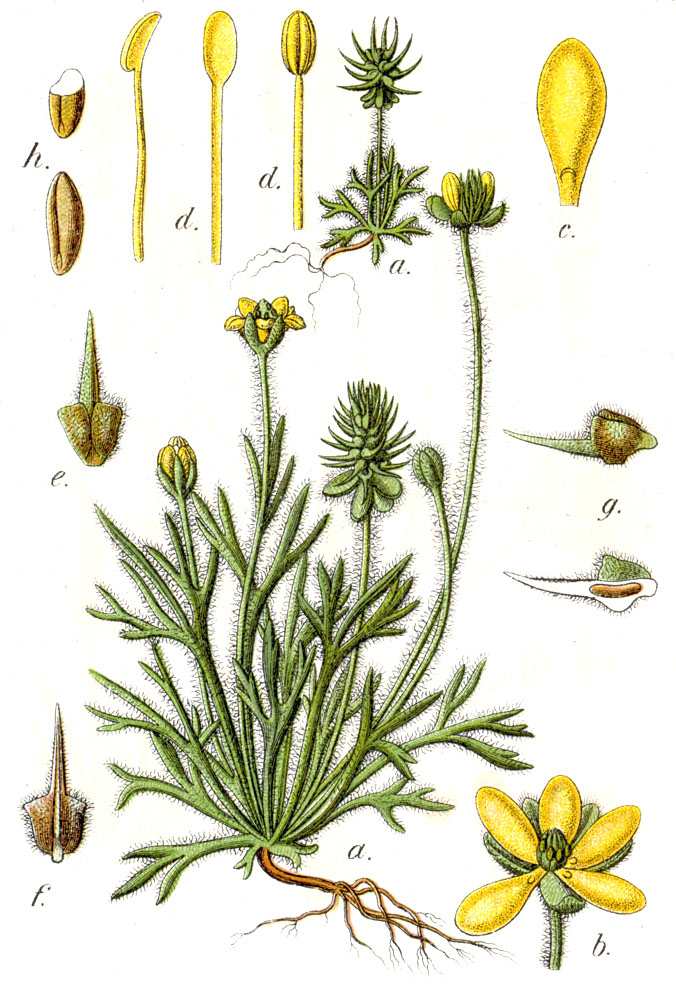

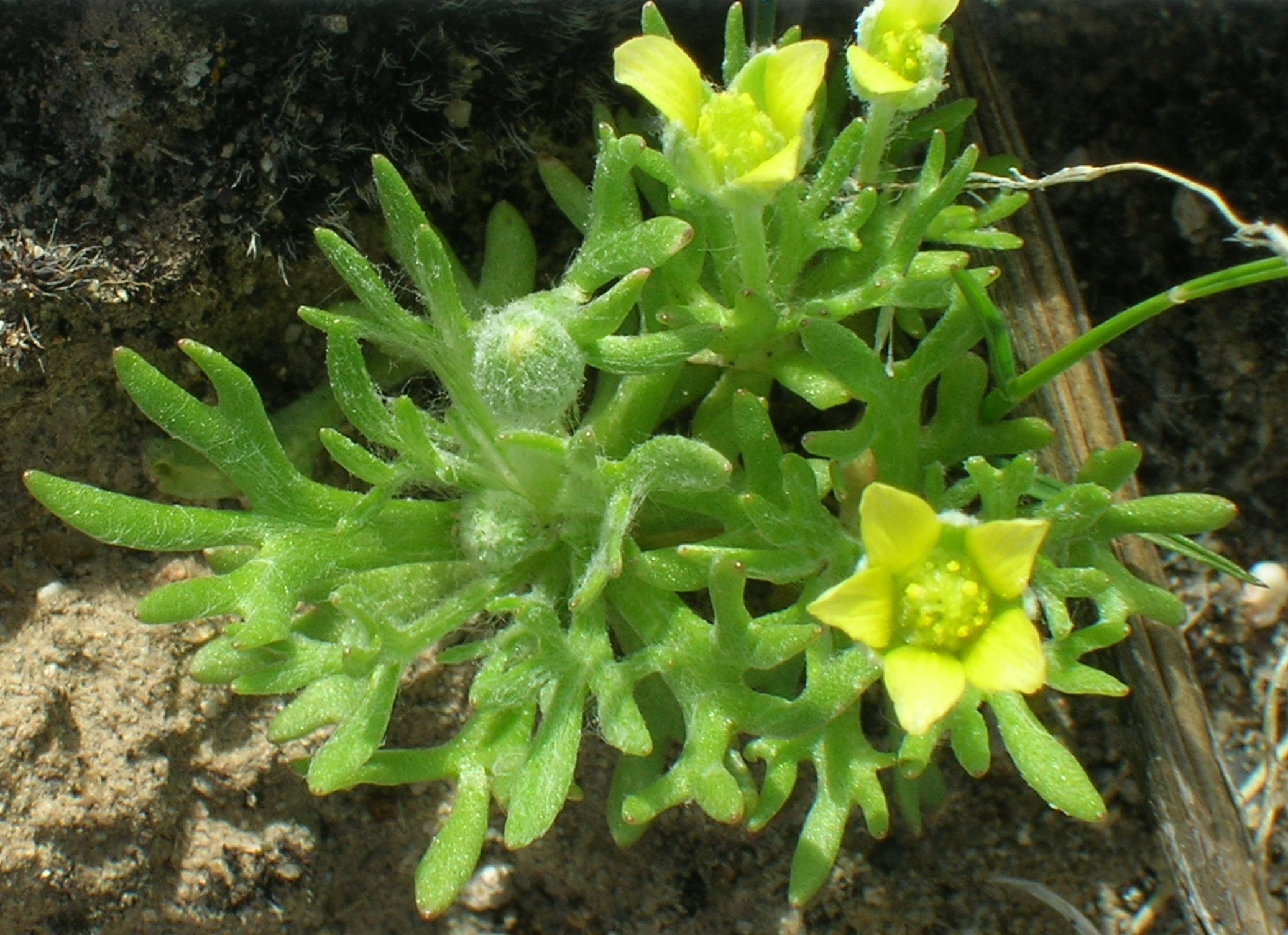
Ceratocephala testiculata, листья и цветы

Однолетнее травянистое растение, высотой от 3 до 10 сантиметров. Базальные и стеблевые листья тройчатые от длинного, стеблевого основания, с одно- или дважды вильчатыми или цельными удлинёнными кончиками, имеют вид оленьего рога.
Листья, стебель, наружная чашечка, завязь и плоды более или менее паутинисто-опушённые.
Период цветения — с марта по май. Цветки конечные и одиночные. Гермафродитный цветок от 5 до 10 миллиметров в диаметре, радиально симметричный, пятизубчатый с двойным околоцветником. Пять жёлтых лепестков узкояйцевидные, с нектарной ямкой с чешуйкой внутри у основания. Имеется несколько коротких тычинок и верхние пестики.
Плоды — семянки, длиной от 5 до 7 миллиметров и несут по два пустых отделения с каждой стороны. Шипы тупые, разделены лишь узкой бороздкой и почти касаются друг друга. Шип плода узкий, мечевидный, заострённый и более или менее прямой. Плоды появляются по несколько штук в агрегатном плоде (колючая головка) с упорной чашечкой.
Число хромосом 2n = 28.

## Распространение и экология
Произрастает в Северо-Западной Африке и от Центральной и Южной Европы до Синьцзяна. В Центральной Европе встречается в Австрии и Чехии. Он процветает на рудеральных участках, полях и виноградниках. В Германии редко натурализуется. По данным М. Небеля (1993), вид наблюдается на виноградниках Мёнхберг и Ротенберг около Штутгарта-Унтертюркхайма с 1984 года.
Натурализован в центральной и западной частях США, а также в центральной и юго-западной части Канады.

## Таксономия
Вид был впервые описан в 1817 году Огюстеном Пирамом Декандолем в «Prodromus systematis naturalis regni vegetabilis».